# Ніколаєв Леонід Васильович
Леонід Васильович Ніколаєв (10 травня 1904 , Санкт-Петербург  — 29 грудня 1934 , Ленінград ) — вбивця керівника Ленінградського обкому ВКП(б) Сергія Мироновича Кірова.
Член ВКП(б) із 1923 року. 1 грудня 1934 року пострілом з револьвера вбив Сергія Кірова в Смольному. Розстріляний за вироком Воєнної колегії Верховного суду СРСР 29 грудня 1934 року.

## Біографія
Народився 1904 року в родині ремісника — кустаря. Батько помер у 1907 році, Леонід виховувався матір'ю, яка працювала прибиральницею у трамвайному парку. Навчався у міському училищі, потім у радянській партшколі.
Працював підмайстром у слюсаря. Вступив до ВКП(б) у 1923 році. Надалі — партійний функціонер та дрібний службовець. Працював у Виборзькому райкомі ВЛКСМ, секретарем комсомольських організацій на заводах «Червона зоря», «Арсенал», заводі ім. Карла Маркса, завідувачем відділу Лузького повітового комітету ВЛКСМ, у товаристві «Геть неписьменність!», інспектором обласного управління Наркомату робітничо-селянської інспекції, роз'їзним співробітником комісії Інституту історії партії Ленінградського обкому ВКП(б).
У 1933 році був переведений на роботу в провінцію, проте перекладатися не погодився і за роздмухання з цього скандалу на партзібранні був виключений з партії. У квітні 1934 року домігся відновлення у лавах ВКП(б) з оголошенням суворої догани, але влаштуватися працювати було. Ніколаєв, маючи незакінчену початкову освіту, вважав, що як член партії гідний високої посади. Існує версія, що другою причиною його ненависті до Кірова була новина про те, що його дружина Мільда Драуле стала коханкою Кірова. Однак ця версія не підтверджується жодними джерелами.
На момент скоєння вбивства Ніколаєв був безробітним. У процесі слідства та подальшого вивчення істориками обставин вбивства Кірова з'ясувалося, що Ніколаєв напередодні подій кілька разів відвідував німецьке та естонське консульства. Після оголошення про те, що сталося рано вранці 2 грудня, консул Німеччини Рудольф Зоммер раптово, без звичайної процедури повідомлення уповноваженого Наркомату закордонних справ, виїхав до Фінляндії. «Чи був цей від'їзд пов'язаний із пострілами у Смольному чи ні, лишається загадкою», — каже історик Юрій Жуков .

## Родина
Був одружений. Дружина Мільда Драуле — член ВКП(б) з 1919 року, до 1933 року працювала в Ленінградському обкомі ВКП(б), потім в апараті уповноваженого Наркомату легкої промисловості Ленінградської області.
Сини — Маркс (нар.. 1927) та Леонід (нар.. 1931).
Сім'я проживала в кооперативному будинку за адресою Батеніна вулиця, будинок 9/39, кв. № 17, в окремій квартирі із трьох кімнат.

## Вбивство Кірова
Першу спробу вбивства Кірова планував зробити 15 жовтня 1934 року. Був затриманий у цей день охороною біля будинку, де мешкав Кіров, на вулиці Червоних Зірок (нині Каменноостровський проспект). Але, пред'явивши партійний квиток та дозвіл на зброю, його відпустили.
1 грудня 1934 року, пред'явивши вартовому партійний квиток, увійшов до будівлі Смольного. Близько 16 години 30 хвилин, побачивши Кірова в коридорі третього поверху, біля його кабінету вистрілив йому в потилицю. Потім спробував накласти на себе руки, вистріливши в себе, але промахнувся, втративши свідомість. Ніколаєва затримали на місці злочину. Він перебував у шоковому стані та був доставлений до психіатричної лікарні № 2, де після необхідних процедур отямився близько дев'ятої години вечора .
Проти Ніколаєва, його близьких та знайомих НКВС було розпочато кримінальну справу про участь у підпільній зинов'ївській організації, яку очолює «ленінградський центр». Менш ніж через місяць о 5:45 ранку 29 грудня 1934 року Військова колегія Верховного суду СРСР засудила Ніколаєва до страти, і всього через годину після оголошення вироку він був розстріляний. Згідно з показаннями конвоїра після оголошення вироку, Ніколаєв вигукнув «Обдурили!». Його дружину Мільду Драуле спочатку виключили з партії, а 10 березня 1935 року її також розстріляли (1990 року реабілітували).
Зазнали репресій також і родичі Ніколаєва (проживали за адресою Лісовий проспект, буд.13/8, кв.41):
- мати Марія Тихоновна Ніколаєва (вислана Особливою нарадою ОГПУ з Ленінграда на 4 роки),
- старша сестра Катерина Василівна Рогачова (спочатку засуджена на 5 років, відправлена до трудового табору, розстріляна у 1938 році),
- молодша сестра Ганна Василівна Пантюхіна та її чоловік Володимир Олексійович Пантюхін (засуджені на 5 років, відправлені до трудового табору)
- брат по матері Петро Олександрович Ніколаєв (розстріляний у 1935 р.) та його дружина Ганна Андріївна Ніколаєва-Максимова (рішенням Особливої Наради НКВС СРСР від 16.01.1935 вислано на 4 роки), а також родичі його дружини — сестра Ольга Петрівна Драуле та її чоловік Роман Маркович Кулішер (розстріляні разом із Мільдою у 1935 році)[3][4] .

Сина Ніколаєва — Маркса Леонідовича Драуле (нар. 1927) віддали до дитячого будинку, і лише в 2005 році за власною заявою його визнали Генпрокуратурою жертвою політичних репресій . Був ще живим станом на 2019 р., залишив спогади . Доля другого сина, Леоніда (нар. 1931) невідома.
Разом із Ніколаєвим було репресовано та розстріляно ще тринадцять осіб у справі про так званий «ленінградський центр» (у тому числі друзі дитинства Леоніда Ніколаєва), а потім багато їхніх родичів та знайомих.
Ніколаєв реабілітований не був.

## У кінематографі
- Художній фільм «Міф про Леоніда» (1991)
- Серіал «Власник. Тінь Сталіна» (2017)